# Vladimír Šilhavý
Vladimír Šilhavý (ur. 1913, zm. 1984) – czeski lekarz, arachnolog i entomolog.
Vladimír Šilhavý urodził się 20 czerwca 1913 roku w czeskim mieście Kutná Hora. Jego wujem był lepidopterolog Vilém Vlach, który wzbudził w nim zainteresowanie przyrodą. Vladimír uczęszczał do gimnazjum w Třebíču, gdzie uczył się pod okiem m.in. Antonína Růžički, znanego entomologa i założyciela miejscowego klubu przyrodniczego oraz zoologa Aloisa Dichtla. Wówczas zaczął zajmować się mrówkami i w 1937 opisał nowy gatunek Strongylognathus kratochvíli. Ukończywszy gimnazjum zaczął studiować medycynę na uniwersytecie w Brnie oraz został przewodniczącym klubu przyrodniczego w Třebíču. Studia medyczne ukończył w 1945 roku i po dwóch latach praktyk został lekarzem. Już podczas studiów medycznych zaczął interesować się kosarzami. W sumie opublikował około 80 prac poświęconych faunistyce, anatomii, ontogenezie, biologii i ekologii tej grupy. Opisał wiele nowych dla nauki taksonów. Ponadto 8 prac poświęcił pająkom i 9 mrówkom. Swoje badania prowadził nie tylko w Europie, ale także w Północnej Afryce i Azji.
Na cześć Šilhavego nazwano gatunki: Hummelinckiolus silhavyi Cokendolpher & Poinar, 1998, Pashokia silhavyi Martens, 1977, Opilio silhavyi Kratochvíl, 1936, Siro silhavyi Kratochvíl, 1937, Stylocellus silhavyi Rambla, 1991 i Manahunca silhavyi Avram, 1977